# Claude de L’Aubespine

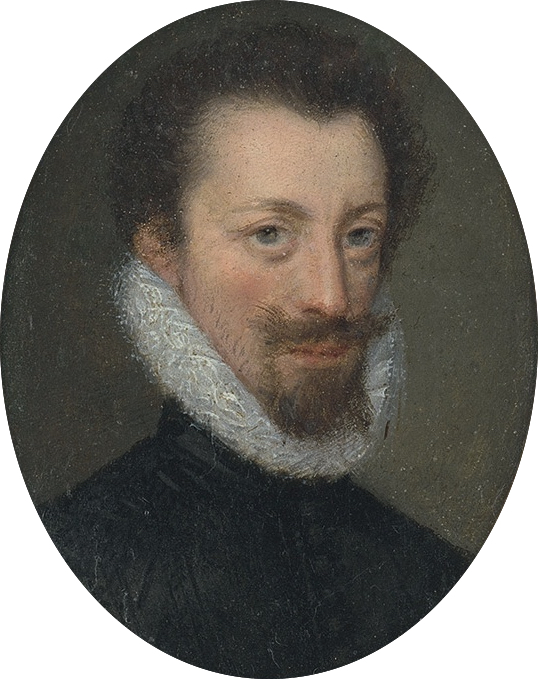

Claude de L’Aubespine († 1567), Baron de Châteauneuf war ein französischer Diplomat und erster Außenminister (frz. secrétaire d’État aux Affaires étrangères) Frankreichs. Er entstammte einer adeligen Familie aus dem Burgund und war der Bruder des Bischofs Sébastien de L’Aubespine und der Großvater Charles de L’Aubespines.
Claude de L’Aubespine war Staatssekretär der Könige Franz I., Heinrich II., Franz II. und Karl IX., die nacheinander von 1515 bis 1574 regierten. Heinrich II. und seine Nachfolger beauftragten ihn mit einer Reihe diplomatischer Missionen. Die wichtigste war die als königlicher Bevollmächtigter (Ministre plénipotentiaire) bei den Verhandlungen zum Frieden von Cateau-Cambrésis (1559). Die Assemblée de Fontainebleau des Jahres 1560, auf der ein Toleranzedikt den Protestanten gegenüber verabschiedet wurde, ist ebenso mit seinem Namen verbunden wie die Reddition de Bourges von 1562.

## Ehe und Familie
Claude de L’Aubespine war mit Jeanne Bochetel verheiratet, Tochter des Secrétaire d’État Guillaume Bochetel und einer namentlich nicht bekannten Schwester von Jacques Cœur. Ihre Tochter war die Patronin, Dichterin und Übersetzerin Madeleine de L’Aubespine (* 21. Mai 1546; † 17. Mai 1596), die am 17. Juni 1559 per Ehevertrag Nicolas (IV.) de Neufville (* wohl 1543; † 12. November 1617 in Rouen, 74 Jahre alt) heiratete, Seigneur de Villeroy etc. und Minister des Königs Heinrich III. Sie wurde Ehrendame der Königinmutter Caterina de’ Medici und war mit Pierre de Ronsard befreundet.